# 海濱百道

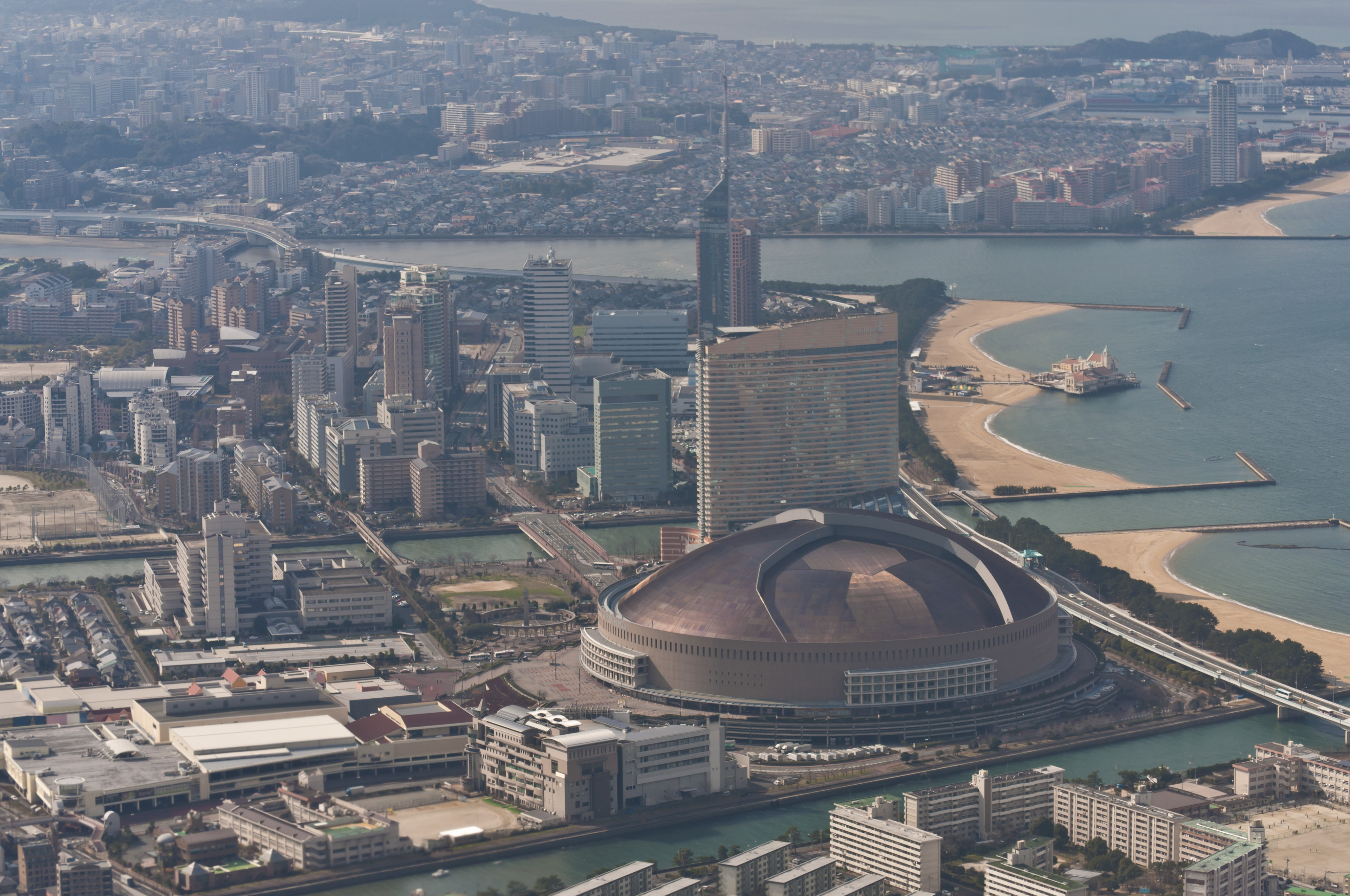
從空中俯瞰海濱百道開發區

海濱百道（日语：シーサイドももち）是位於日本福岡市早良區及中央區的水岸開發區。該地區舊名「百道海岸」，於1982年開始填海，至1989年開始正式開發。範圍包括樋井川河口臨海地區的人工沙灘、樋井川和室見川之間的早良區百道濱、樋井川右岸（東側）中央區地行濱。
福岡塔、福岡市綜合圖書館、福岡市博物館、RKB每日放送總部、西日本電視台總部等設施位於此地的百道濱地區內，福岡巨蛋則位於地行濱地區。由於該開發區與福岡機場「水平表面」限制區有一段距離，高度限制相對較為寬鬆，因此海濱百道是福岡市內為數不多可建高樓的區域。

## 外部連結
- 百道浜校區自治協議會 （页面存档备份，存于） （日語）
- 国土交通省九州地方整備局博多港湾・空港事務所 事業紹介:ウォーターフロント事業（西部地区） （日語）
- 福岡市港湾海浜管理センター シーサイドももち・マリナタウン海浜公園 （日語）
- 福岡市産業拠点プロジェクト シーサイドももち （页面存档备份，存于） （日語）